# Josef Pejška
Josef Pejška (11. března 1870 Příbram – 8. května 1946 Svatá Hora u Příbrami) byl český redemptorista a profesor kanonického práva na řádovém teologickém ústavu ve středočeském Obořišti.

## Život a působení
Vystudoval příbramské gymnázium a teologii na redemptoristickém semináři ve štýrském Mautern, vysvěcen na kněze byl roku 1895. Poté studoval práva na Papežské akademii obojího práva u sv. Apolináře v Římě, získal doktorát kanonického práva a po krátkém vyučování v Mautern byl v roce 1902 poslán na nově založený redemptoristický teologický ústav v bývalém paulínském klášteře v Obořišti u Příbrami. Zde pak téměř čtyřicet let působil jako profesor kanonického práva.
Profesor Pejška napsal několik kratších prací a přispíval také do Časopisu katolického duchovenstva nebo Českého slovníku bohovědného. Důležitou publikací o obecném řeholním právu, která se užívala i po válce, bylo Ius canonicum religiosum (1927). Hlavním jeho dílem ale byla třísvazková učebnice Církevní právo se zřetelem k partikulárnímu právu československému (I. „Ústavní právo církevní“ 1932, II. „Hierarchický řád církevní“ 1937, III. „Manželské právo kanonické“ 1934), jejíž úroveň značně převyšovala tehdejší českou literaturu o kanonickém právu. Vzhledem ke své srozumitelnosti je stále používána. Připravovaný čtvrtý svazek však již kvůli mozkové příhodě nestihl dokončit, odešel do kláštera redemptoristů na Svaté Hoře, kde také zemřel.